# Zawór przelewowy
Zawór przelewowy – zawór stosowany w układzie smarowania. Jego zadaniem jest utrzymanie stałego, założonego ciśnienia, niezależnie od lepkości oleju i stopnia zużycia łożysk oraz zabezpieczenie układu przed ewentualnym uszkodzeniem wskutek nadmiernego wzrostu ciśnienia - zwłaszcza podczas rozruchu zimnego silnika. Sprężyna zaworu jest tak wyregulowana by w znamionowych warunkach pracy silnika ciśnienie oleju w magistrali olejowej wynosiło do 0,4 MPa. Przekroje przepływowe w zaworze przelewowym powinny być dostatecznie duże, aby w warunkach zimnego rozruchu, przy wzroście ciśnienia mógł wystąpić odpływ oleju, zapobiegając dalszemu wzrostowi. Zawór może być wbudowany w przewód tłoczący pompy oleju lub magistralę olejową. W chwili otwarcia zaworu nadmiar oleju jest kierowany do miski olejowej, w pompie na jej stronę ssącą. W silnikach mogą występować dwa zawory przelewowe. Jeden z nich jest na pompie i jest zaworem bezpieczeństwa. Drugi zaś jest zaworem regulacyjnym i służy do utrzymania w układzie wymaganego ciśnienia.